# Tutto l'universo
Tutto l'universo è una raccolta del cantautore italiano Giovanni Truppi, pubblicata il 4 febbraio 2022 dalle etichette Virgin Records e Universal Music. È stato anticipato dal singolo Tuo padre, mia madre, Lucia, presentato in gara al Festival di Sanremo 2022.

## Tracce
Testi e musiche di Giovanni Truppi.
1. Tuo padre, mia madre, Lucia – 3:48
2. L'unica oltre l'amore – 6:06
3. Superman – 3:30
4. Mia (feat. Calcutta) – 3:49
5. Nessuno – 3:38
6. Conoscersi in una situazione di difficoltà – 4:06
7. Tutto l'universo – 4:58
8. Pirati – 4:26
9. Borghesia – 3:29
10. La domenica – 5:30
11. Stai andando bene Giovanni – 3:07
12. Amici nello spazio – 5:38
13. Il mondo è come te lo metti in testa – 3:02
14. Procreare – 3:55
15. Scomparire – 5:03

## Classifiche
| Classifica (2022) | Posizione massima |
| ----------------- | ----------------- |
| Italia            | 58                |